# Le 35 mai

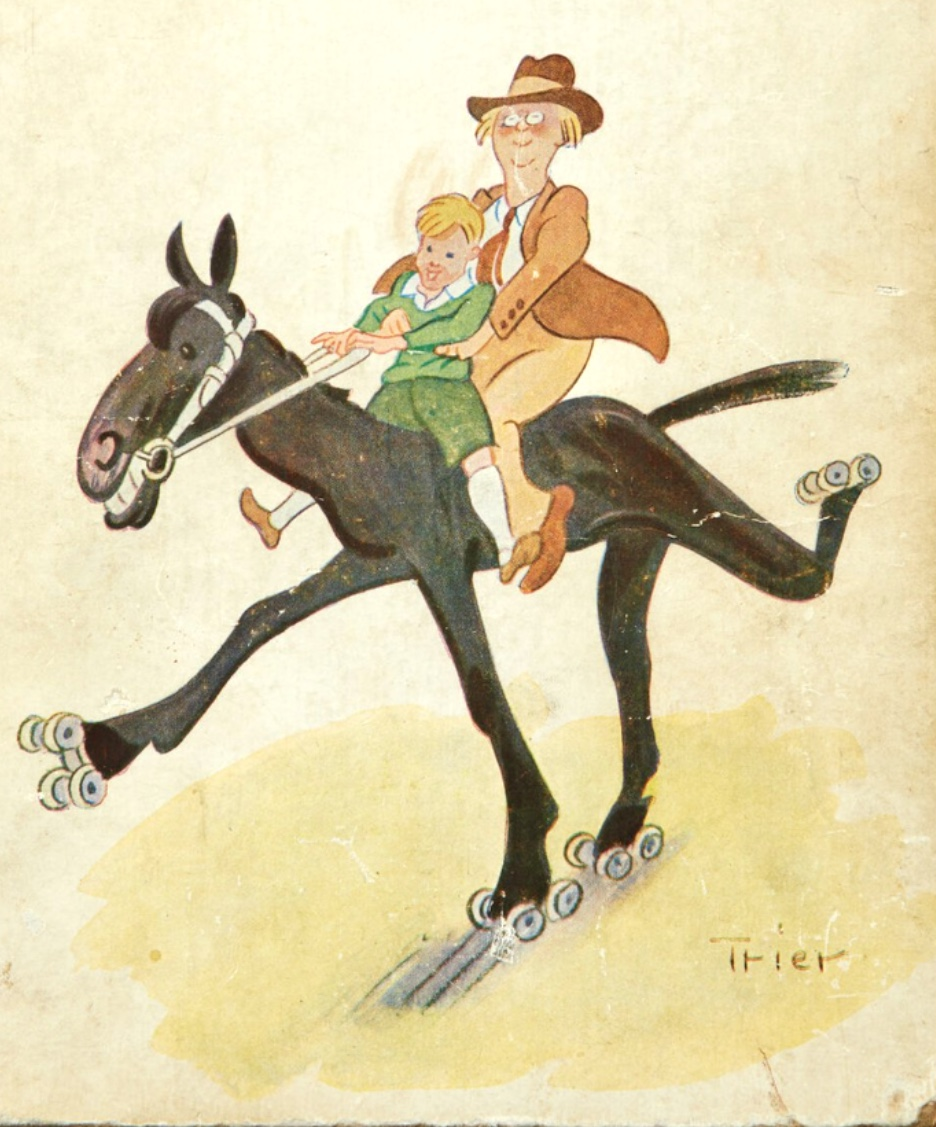
Illustration en couleur pour la couverture du livre (Walter Trier, 1932)

Le 35 mai (titre original : Der 35. Mai oder Konrad reitet in die Südsee, littéralement : Le 35 mai, ou Conrad s'en va à cheval vers les mers du Sud) est un roman allemand pour la jeunesse écrit par Erich Kästner en 1932. C'est le plus insolite et le plus imaginatif de ses livres pour enfants.
En France, il est paru pour la première fois en 1935 aux éditions Librairie des Champs-Élysées sous le titre : Le 35 mai, ou Conrad chevauche vers les mers du Sud.

## Résumé
L'oncle Ringelhut passe tous ses jeudis avec son neveu Konrad. Or, ce jeudi tombe un 35 mai, date qui augure forcément des aventures étonnantes. Alors qu'ils marchent dans la rue, Negro Caballo, un cheval en patins à roulettes les aborde et leur demande poliment un morceau de sucre. Konrad est distrait car il doit rendre une rédaction sur les mers du Sud. Alors que Konrad est chez son oncle, le cheval sonne et ils font plus ample connaissance. Pour les aider, Negro Caballo leur indique un passage vers les mers du Sud, qui passe par le fond de l'armoire de l'oncle.
Les trois voyageurs traversent d'abord le Pays de Cocagne, où les choses qu'on imagine prennent corps. Konrad fait ainsi rapetisser son oncle. Sur leur chemin, ils atteignent le Château du lointain passé où ils rencontrent Charlemagne, Napoléon, Jules César et d'autres personnages historiques. Wallenstein et Hannibal jouent aux soldats de plomb. Ils arrivent ensuite dans le Monde renversé où les enfants éduquent les parents. Une station de métro les mène à Electropolis, une ville automatisée. Ils parviennent enfin à l'océan Indien et à la ligne de l'équateur. Ils y rencontrent la princesse métisse Chicorée, dont la peau a l'apparence d'un damier. 

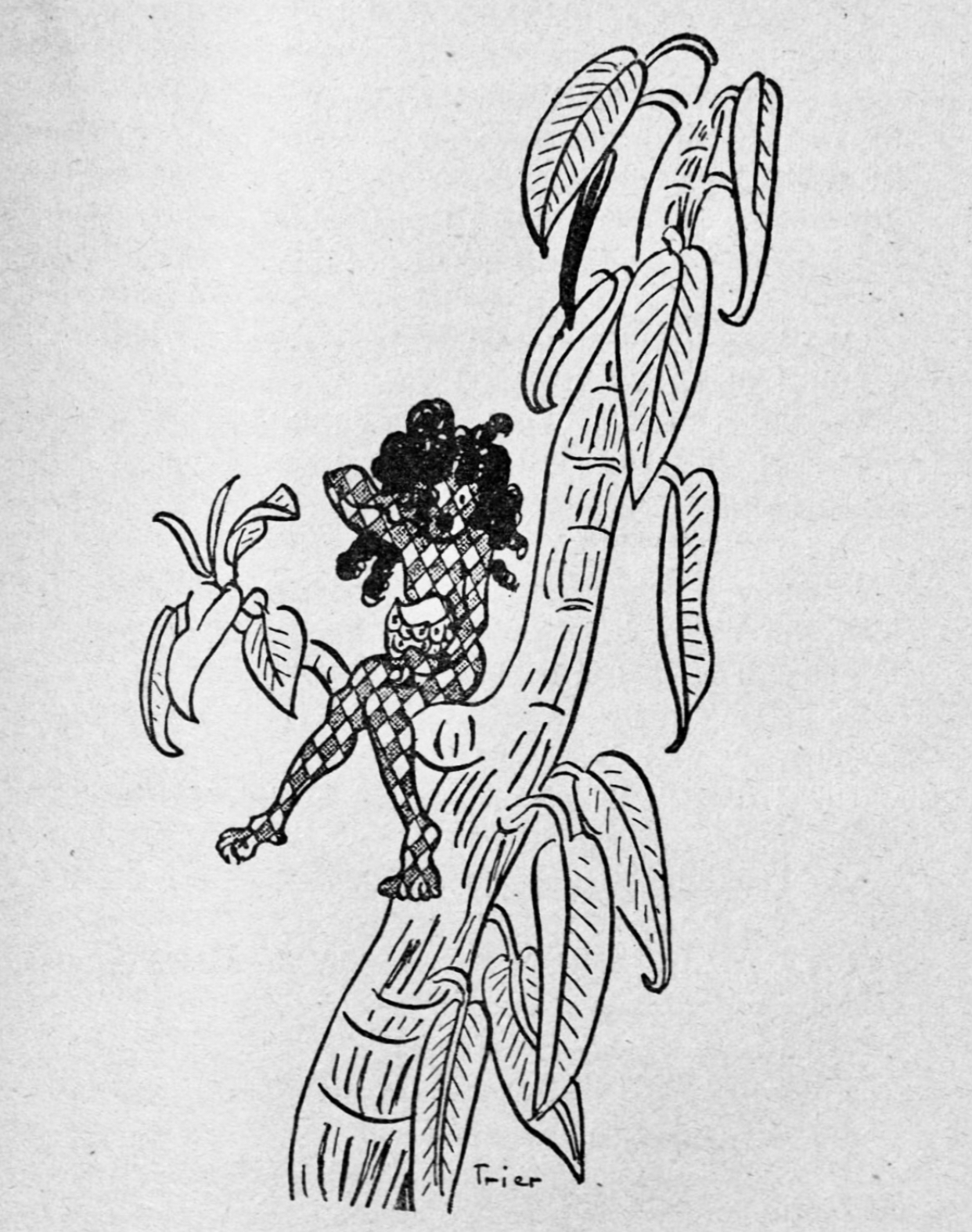
La petite fille Chicorée (Walter Trier, 1932)

## Extraits
- « Crois-tu donc qu'il soit nécessaire de faire l'acrobate pour atteindre le pays de Cocagne ? Ses habitants ont la réputation d'être les plus paresseux de la terre, et ils n'entrent sûrement pas chez eux par escalade ! »

- « Il y avait sur le tronc de l'arbre un distributeur automatique muni de poignées et d’inscriptions. On pouvait y lire[1] :
  - "Tirer une fois la poignée gauche : 1 pomme pelée et coupée en quartiers."
  - "Tirer deux fois la poignée gauche : 1 portion de compote."
  - "Tirer une fois la poignée droite : 1 tarte aux prunes à la crème chantilly." »

## Éditions françaises
Note : Liste exhaustive. Dans les romans publiés en France avant les années 1970, le nom de l'auteur était souvent orthographié Erich Kaestner.
- 1935 : Le 35 mai, ou Conrad chevauche vers les mers du Sud d'Erich Kaestner. Traduit par Mme Lahy-Hollebecque et Jeanne Stern, Librairie des Champs-Élysées, 126 p. [3].
- 1970 : Le 35 mai d'Erich Kästner. Traduit par Michèle Kahn, illustré par Françoise Bernard, Collection : « Nouvelle Bibliothèque rose » no 362, 185 p.
- 1979 : Le 35 mai d'Erich Kästner. Traduit par Michèle Kahn, illustré par Boiry, Le Livre de poche Jeunesse no 5, 157 p.
- 1979 : Le 35 mai d'Erich Kästner. Traduit par Michèle Kahn, illustré par Chica, Hachette Jeunesse, « Collection Vermeille », 154 p.
- 2002 : Le 35 mai d'Erich Kästner. Traduit par Michèle Kahn, illustré par Boiry, Hachette Jeunesse, Collection : « Le Livre de poche » no 5, 141 p. ,  (ISBN 2-01-322088-X).

## Source
- Bibliothèque nationale de France (pour la bibliographie)